# Hybernon cysne
Hybernon Cysne
Nascimento. 19/03/1969(São Paulo)
Hybernon Cysne apesar de ser nascido em São Paulo, foi criado no Ceará e por este motivo se tornou um representante do automobilismo do Nordeste em provas nacionais.
A carreira do piloto começou de certa forma até tardiamente, já que devido ao seu trabalho como empresário passou a competir regularmente somente em 1985. Em 1986, fez sua segunda temporada como piloto profissional e deu início a uma extensa lista de título. Neste primeiro ano conquistou o título do Cearense de Kart.
O bicampeonato veio em 1988, e foi aclamado por toda imprensa especializada. A temporada foi disputada ponto a ponto durante todo o ano. Com esse retrospecto veio à decisão de alçar o vôo em nível nacional. O Brasileiro de Kart foi disputado em Goiânia, e mesmo com seu equipamento tendo apresentado problemas, conquistou um brilhante oitavo lugar.  Eram 150 pilotos de todo o país lutando pela “coroa” e o resultado deixou-o entusiasmado.
No Ceará a maior prova do kartismo é a dos 100 KM de Kart, e Hybernon conquistou a vitória em seis oportunidades das oito que disputou, e em todas foi o pole position.
A década de 90 foi marcada pelo domínio dos monopostos no Norte-Nordeste do país. Hybernon decidiu que era hora de competir também nos carros de fórmula. Foi exatamente neste tipo de carro que fez sua fama se estender além das fronteiras do seu estado de adoção. O piloto foi pentacampeão da modalidade (1990/ 1991/ 1992/ 1994/ 1995), além de dois vice-campeonatos (1997/ 1998). Ainda em 95 o piloto chegaria ao pentacampeonato também no Cearense de Kart. 
O título Brasileiro de Kart passou a ser seu objetivo. Correndo em casa em 1998, Hybernon diante da sua grande torcida foi o vice-campeão. No ano seguinte foi campeão do Norte-Nordeste de Kart na PGK-A (Piloto Graduado de Kart – Categoria A). Disputou ainda a Mil Milhas com um protótipo Espron-BMW e terminou na quarta colocação.
Já com carreira estabelecida no Brasil o vôo agora seria ainda mais alto, e a Fórmula 3 Sul-Americana foi à categoria escolhida. Estreou no GP do Ceará, e de pronto com um sexto lugar na categoria Light. Para garantir uma boa preparação física decidiu no ano seguinte disputar além da Fórmula 3, o Campeonato Paulista de Kart na categoria Sênior A. 
Terminou sua primeira temporada na Fórmula 3 (Light) com a sexta colocação. Para 2002 assinou com a equipe do paulista Luis Trinci (Dragão). Pela Dragão Motorsport terminou o ano na Fórmula 3 com o terceiro lugar no campeonato, e levou o título de piloto revelação do ano.
A sua segunda participação na Mil Milhas Brasileiras foi com um carro de sua própria fabricação, o HC01. O carro, que foi carinhosamente apelidado de Edileusa, se mostrou altamente competitivo e após largar na quarta posição e ter ficado por várias horas entre os líderes abandonou a prova por problemas mecânicos. 
Ainda nesse ano ficou com o vice-campeonato no Brasileiro de Kart. Em 2003 disputou a Fórmula 3, o Brasileiro de Kart, o Paulista de Kart e o Norte-Nordeste de Endurance. Com tantas competições o saldo foi até positivo, e o título do Norte-Nordeste de Endurance só não veio, porque não foi possível ao piloto participar da prova de abertura da temporada, já que a mesma coincidiu com a abertura da temporada da Fórmula 3.
A temporada de 2004 coroou mais uma vez o piloto com o vice-campeonato no Brasileiro de Kart. O torneio disputado em São Paulo foi disputado ponto a ponto entre Hybernon e Renato Russo, e só decidido na última corrida. A final foi emocionante com o “cearense” brigando com Russo até a última curva da última volta.
Foi ainda em 2004 que o piloto fez sua estréia na Stock Car Light, em Jacarepaguá (RJ), e conquistou um sexto lugar na prova de encerramento. Em 2005 fez a temporada completa na Stock Light, desta vez pela escuderia P & B Racing.
De 2006 até 2008 competiu pela equipe paranaense Powertch, tanto na Nextel Stock Car (classe principal da Stock Car Brasileira), quanto na Stock Light. Em 2009 decidiu competir também na Pickup Racing, sendo um dos poucos pilotos a ter competido em todas divisões da Stock Car.2010,2011 e 2012 competiu na stock car V8 como tambem nesse periodo  fez algumas corridas fora do pais na Europa e Usa .Atualmante anos de 2013 e 2014 deu uma parada nas corridas ficou so treinando de kart e fazendo treinos em carros de turismo para na ficar fora de forma  deixou para se dedicar as suas empresas e 2015 pretende voltar para a Stock car de uma maneira diferente pilotando  que e o que mas gosta e ser dono da sua propria equipe!!!